# 10473 Thirouin
10473 Thirouin este o planetă minoră (asteroid), cu un diametru de 7,984 km, din centura de asteroizi. A fost descoperită pe 2 martie 1981 la Observatorul Siding Spring de Schelte J. Bus și a fost numită după Audrey Thirouin⁠(d). 
Obiectul prezintă o orbită caracterizată de o semiaxă mare de 2,7168656 UAi, o excentricitate de 0,09, o înclinație de 2,11522 ° în raport cu ecliptica.